# Leonor de Habsburgo (1582–1620)
Leonor de Habsburgo (Graz, 25 de setembro de 1582 - Desconhecido, 28 de janeiro de 1620), foi Arquiduquesa de Áustria.
Foi a nona criança e quinta filha do arquiduque Carlos II de Áustria e de Maria Ana de Baviera. Seus avós paternos eram o imperador Fernando I de Habsburgo e Ana de Boêmia e Hungria, e seus avos maternos o duque Alberto V da Baviera e a arquiduquesa Ana de Áustria (irmã mais velha de seu pai).
Não teve descendência. Pouco se sabe sobre sua vida.